# Nicolaj Agger
Nicolaj Moesgaard Agger (Hvidovre, 23 ottobre 1988) è un ex calciatore danese, attaccante.
È cugino del difensore Daniel Agger. Da qui nasce il suo soprannome: "Fætter Agger", ovvero sia "Cugino Agger".

## Carriera

### Club
Nicolaj cresce nelle giovanili del Brøndby IF, facendo anche parte di varie rappresentative giovanili nazionali (con cui ha sinora disputato 26 partite ufficiali).
Esordisce tra i professionisti, segnando subito una doppietta, nell'agosto 2006 quando rimpiazza Morten Rasmussen nel corso di un match contro il Flora Tallin valido per il secondo turno di qualificazione dell'allora Coppa Uefa.
Il suo esordio nella SAS-Ligaen arriva invece l'ottobre successivo contro l'Aalborg BK.